# Anapausis cookiana
Anapausis cookiana is een muggensoort uit de familie van de Scatopsidae. De wetenschappelijke naam van de soort is voor het eerst geldig gepubliceerd in 1980 door Haenni.